# Karl May
Karl Friedrich May (Ernstthal, 25. veljače 1842. – Radebeul, 30. ožujka 1912.), njemački književnik 
Autor kojega zaboravljaju gotovo svi književni povjesničari, a pamte milijuni čitatelja, pustolovni pisac čije je djelo zabavne naravi i goleme popularnosti. Na Mayevu djelu odgojili su se mnogi naraštaji mladih čitatelja. 
Prevođene na tridesetak jezika, njegove su knjige objavljivane u rekordnim nakladama, a najpoznatije su: 
- "Na dalekom zapadu"
- "Lovci na medvjede"
- "Kroz pustinju"
- "Winnetou"
- "U carstvu srebrnoga lava"
- "Blago u srebrnom jezeru"
- "U Balkanskim gudurama"

Prema njegovim djelima snimljeni su mnogi filmovi i televizijske serije, a predložak su i za mnoštvo stripova.
Posljednje riječi tog popularnog njemačkog pisca bile su: »Pobjeda! Velika pobjeda. Vidim sve ružičasto!« 
Sedamdesetogodišnji tvorac Kara Ben Nemsia, Old Shatterhanda i Winnetoua ležao je u predsmrtnoj groznici u svojoj vili u Radebeulu kod Dresdena. A ako je smrt i trenutak osjećanja nekoga, tada je Karl May toga 30. ožujka 1912. osjetio u sebi Velikog Manitua, boga Indijanaca, osjetio da će otad i on loviti u vječnim poljanama... Ostavio je iza sebe dvije udovice, kompletnu trapersku opremu, tri legendarne puške i 73 romana ukupno debela dva i po metra. I njegovi suvremenici i kasnije generacije sasvim različito su ocjenjivali njegovu ličnost. »U toj duši plamsao je oganj dobrote. ..«, pisala je Bertha von Suttner, dobitnica Nobelove nagrade za mir. A po mišljenju Rudoffa Leblusa, publicista iz Dresdena, May je bio »urođeni zlikovac«. I danas se mnogi pitaju je li on bio kompilator ili literat, je li uzor za mladež ili je svojim romanima upropaštavao. 

Nedvojben je samo uspjeh Karla Maye. Njegove knjige tiskane su na gotovo svim jezicima svijeta, a ukupna naklada znatno premašuje 100 milijuna knjiga. Otprije stotinu godina gotovo da nema dječaka u Europi i u Americi koji nije, zahvaljujući Mayu, prošao Kurdistanom i pustinjama Arabije ili jahao po prerijama Sjeverne Amerike. I dan danas đaci u Njemačkoj lome jezik izgovarajući ime najneobičnije Mayeve ličnosti: Hadži Halef Omar Ben Hadži Abdul Abas Ibn Hadži Davud al Gosarah.
Poznati dramatičar Carl Zuckmayer toliko se oduševljavao Mayjevim pričama s Divljeg zapada da je svojoj kćeri dao ime — Winnetou. Gorljivi čitatelji Mayevih romana bili su Albert Einstein, Hermann Hesse, Karl Liebknecht, Adolf Hitler i Albert Schweitzer, dok je marksistički filozof Ernst Bloch nazvao Maya »najboljim njemačkim pripovjedačem«. 
A njemački pisac i kritičar Arno Schmidt je u svojoj psihološkoj studiji odbacio »velikog mistika« kao osobu nedostojnu literature. »Pejzaži Karla Maya«, piše Schmidt, »često podsjećaju na superdimenzionirane ljudske stražnjice. Njegovi junaci uvijek jašu po klancima oblih bregova, rastvorenima u sredini tim uskim prolazima, prema nekoj središnjoj rupi...« Romanopisac Robert Neumann kaže: ».. .sve je to jedva prikrivena oda homoseksualnim budnim sanjama!« 
Čini se da je najkompletnije pokušao ocijeniti ličnost i djelo tvorca Old Shatterhanda i Winnetoua Erich Loest u knjizi »Swallow, moj vatreni mustang«. Na 420 stranica svoje knjige Loest citira knjige i pisma Karla Maya, zatim policijske spise, zapisnike sa suđenja i sudske izvještaje. 
Nasuprot širokom obzoru prerija i pustinja, svijet Mayevog djetinjstva bio je taman i uzak. U Ernstthalu, u mjestu nedaleko od Chemnitza, on je došao 1842. na svijet kao peto od četrnaestoro djece tkača i primalje. Otac je često ostajao bez posla, u obitelji je carevala bijeda, a mali Karl je — čitajući petparačke romane — bježao u mislima u romantičan svijet Rinalda Rinaldinija, plemenitog razbojnika, koji je otimao od bogatih da bi davao siromašnima. 
May je bio dobar đak. U 14. godini dobio je od jednog princa stipendiju za školovanje u učiteljskoj školi u Waldenburgu. Nakon dvije godine kneževski pitomac bio je izbačen iz škole zbog krađe šest svijeća. Mogao je nastaviti školovanje u Plauenu. Ali, i ondje je bilo nevolja. Čovjek kod kojeg je stanovao tužio ga je upravi škole da nagovara njegovu suprugu na nemoral. Više nije mogao nastaviti školovanje za učitelja. Napokon je taj nemirni mladić našao mjesto u tzv. tvorničkoj školi u Starom Chemnitzu. Razred je bio u napuštenoj predionici, a đaci su bili dječaci i mladići koji su radili u tvornici. Prije polaska na prvi božićni raspust Karl May je uzeo džepni sat jednom svojem sobnom drugu. Prijavljen je zbog krade i uhićen. Njegovu obranu da je samo htio posuditi sat, sud nije uzeo u obzir, pa ga je osudio na šest tjedana zatvora. 
Nije mogao naći posao nakon izlaska iz zatvora, pa je pokušao živjeti od manjih krađa i prevara. Kod neke žene u Leipzigu unajmio je stan, predstavljajući se kao pisar nota Hermin. Dan kasnije je kod jednog krznara naručio krzneni ogrtač i, dok je dostavljač čekao u predsoblju novac, zauvijek je pobjegao kroz sporedna vrata.
Uhvaćen je, ali četiri godine zatvora nisu mladića izmijenile. Čim je izdržao kaznu u nekoj tzv. Radnoj kući, pojavio se May kao »policijski poručnik iz Wolframs-dorfa« kod nekog sitnog trgovca u Wiederauu i naredio mu da mu preda sav papirnati novac radi pregleda i ispitivanja, a zatim, proglasivši većinu novčanica falsificiranima, zaplijenio ih i odnio.
Manje je bio uspješan kao kradljivac konja. Neku ragu, koju je krišom izveo iz staje, oteo mu je vlasnik, jedan gostioničar, baš u času kad je budući književnik pokušao konja prodati. Daljnji plijen, prema zapisnicima i presudama Kraljevskog okružnog suda u Leipzigu, bio je: jedna dječja kolica, novčarka s dva talira, naočale u futroli, nekoliko biljarskih kugli. .< 
U svojoj nedovršenoj autobiografiji Karl May je za svoje krađe i prevare optuživao »demone«, pa piše: »Nametnuli su mi da se osvećujem čovječanstvu tako da kršim njegove zakone...« Bilo kako bilo, sud ga je opet osudio na četiri godine tamnice.
Najveći dio kazne izdržao je u zatvoru u Waldheimu. Ondje se odjednom ispoljila sva njegova maštovitost. Svojim zatvorskim drugovima počeo je pričati fantastične priče o svojoj prošlosti, o sebi kao vrhunskom varalici. Na primjer, uspio je, tobože, iz najbolje čuvanog zatvora u Pragu pobjeći s jednim stražarom kao taocem. Bježali su na silno brzim konjima. 
Noću, u svojoj ćeliji, zatočenik broj 402 prvi put je u fantaziji jahao kroz zemlju Indijanaca na svojem vatrenom ždrijepcu Swallowu, mustangu koji će kasnije postati Old Shatterhandov. Povjerio se zatvorskom svećeniku, a ovaj ga je ohrabrio da to pokuša napisati. Tako je Karl May ušao u literaturu. 
Pušten je tri godine prije isteka kazne zbog dobrog vladanja. Iako je bio bez novca, želio je krenuti na putovanje po inozemstvu. Međutim, tu želju nikako nije mogao sebi ispuniti, jer se dvije godine morao svakodnevno javljati policiji u svom rodnom mjestu, kamo je bio poslan da živi. Javljao bi se rano ujutro, a čim bi se vratio kući sjedao bi za svoj pisaći stol. Uskoro su se u novinama i časopisima počele pojavljivati njegove putopisne priče koje su bile čudan spoj pobožnosti i romantičnosti. Istodobno, pokušao je pisati i o krvavim obračunima vitezova i razbojnika. 
Riječi su mu s lakoćom tekle, nastajali su kriminalistički romani, pustolovne priče s Divljeg zapada. Izdavači su mu počeli štampati romane u nastavcima - svakog tjedna ili polumjesečno po jedna sveščića na 16 stranica. 
Ondje, u zavičajnom Ernstthalu, 34-godišnji pisac »pučkih romana" počeo je i svoju prvu ljubavnu priču s 14 godina mlađom frizerskom kćeri Emmom Pollmer, koju je nazivao »moja kokice«. Kad je ujak njegove zaručnice i kasnije supruge stradao pod neobjašnjivim okolnostima u nekoj staji, Karl May je, kao »viši državni činovnik«, počeo istragu na svoju ruku i zaradio zbog toga još jednu kaznu: tri sedmice zatvora zbog lažnog predstavljanja. 
U nemoćnom bijesu zbog presude, taj čovjek niskog rasta (narastao je samo 166 centimetara) počeo je izmišljati super jake junake koji će umjesto njega dijeliti pravdu. Tako je u jednoj njegovoj priči barun Konigsau rascijepio nekom Francuzu sabljom lubanju. A Old Shatterhandu je bio dovoljan samo jedan udarac njegovom »čeličnom šakom« pa da protivnik padne na zemlju. Kara Ben Nemsi — ovaj put sam autor — razapinjao je redom zlikovce na križ u arapskim pustinjama. 
Čežnja Karla Maya za silnim junacima u kojima će vidjeti samoga sebe, izazvala je istu čežnju u većini onih što su čitali njegove priče. Bilo je i odviše nepravde, pa su se mnogi čitaoci lako simbolično identificirali s Mayevim superjunacima. Svi su njegovi heroji bili osvjedočeni Nijemci i prenosili na brzim konjima slavu njemačke hrabrosti kroz svijet. A svima njima odreda glavno oružje su bile njihove, silne mišice uz nepostojeće oružje. Old Shatterhanda je nazvao »ubojicom medvjeda«. Ubijao ih je puškom nalik topu. A još prije izuma strojnice, njemački traper je u njegovoj priči imao »kratku pušku Henryjevku iz koje su se mogla za redom ispaliti 24 hica«. Nije ni čudno što su crvenkošci na sam pogled na tu pušku budućnosti uzvikivali zadovoljno »howgh« ako su bili prijatelji, a dali se u bezglavi bijeg ako su bili neprijatelji Old Shatterhanda i njegove družine.
Sasvim suprotno od svojih junaka, koji su bili vitezi bez straha i mane, pisac se dugo mučio da opet stekne glas čestita čovjeka. 
Preselivši se sa svojom suprugom Emmom u Drezden, počeo se predstavljati kao »dr Karl May«. Potpisivao je mjenice »zaboravljajući« ne samo platiti nego i ostaviti novu adresu svojim vjerovnicima kad bi se nekamo preselio. Ali, iznad svega je nastojao stvoriti dojam u javnosti da je i proživio sve one pustolovine koje je opisao.
Njegove knjige: »Kroz pustinju«, »Divljim Kurdistanom«, »Winnetou«, »Old Surehand« i »U Mahdijevoj zemlji« devedesetih godina 19. stoljeća donijele su mu slavu i — nakon niza godina gladi i neimaštine — dovoljno novca da može u Radebeulu kupiti kuću u tzv. Jugendstilu. Ostavši vjeran svojim sanjarenjima, May je tu svoju kuću nazvao »Vila Shatterhand« i ukrasio je različitim suvenirima što ih je »donio sa svojih putovanja«. 
Na zidovima soba visila su krzna divljih zvijeri što ih je »osobno ubio«, zatim sablje i bodeži, a u kutu su stajale njegove izmišljena »Henryjevka«, njegova puška »Ubojice medvjeda« i »Srebrna dvocjevka«. Sve to oružje izradio je oružar Fuchs iz Kotschenbrode po piščevom nacrtu. A pokraj piščevog pisaćeg stola stajao je preparirani lav i svojim staklenim očima zurio u posjetioce. 
Popularnost mu se povećavala iz dana u dan, sa svih strana su ga zvali da drži predavanja o svojim navodnim putovanjima. Publika ga je kao hipnotizirana slušala kako je jezdio prerijom i pustinjom na svojim brzim konjima. Tko je mogao i pomisliti da taj mali, krivonogi čovjek nikad nije uzjahao nijednog konja! Čak je uspio stati i pred samog cara Vilima II. i pokazati mu svoju »glasovitu pušku« »Henryjevku« s 25 metaka. Čak je caru predložio da se ona uvede u naoružanje pruske vojske. 
Iako se njegovo znanje stranih jezika moglo svesti samo na nešto malo engleskoga, Karl May se u pismu princezi Windisch-Graetz hvalio kako savršeno govori tridesetak jezika. A kad mu je neka grofica iz Slavonije u svom pismu izrazila žaljenje što je plemeniti Winnetou, kojega su bijelci tako podlo ubili, morao umrijeti nekršten i tako završiti u vječnom paklenom ognju, May se požurio da joj odgovori kako je on malo prije nego što mu je prijatelj crvene kože izdahnuo, dao »sveti sakrament krštenja i Winnetou je umro kao kršćanin«. 
Izmišljajući bez prestanka, napokon se toliko zapleo u mrežu vlastitih fantazija da se više ni sam nije mogao u njima snaći. U poglavlju o Winnetuovoj smrti napisao je kako je srebrnu dvocijevku položio u grob svoga prijatelja, a zatim se, godinu dvije kasnije, fotografirao u traperskom odijelu i s tom istom srebrnom puškom o ramenu. Na to su ga začuđeni čitaoci obasuli pitanjima kako je to moguće. Snalažljivi May je brzo dao objašnjenje u trećoj knjizi »Old Surehanda«: iskopao je pušku kad je jednoga dana ugledao Sijuks-lndijance kako pokušavaju opljačkati Winnetouov grob. 
Ako je taj pomodni pisac uspio obmanjivati svoje čitaoce, kritičari su brzo zapazili njegove kontradikcije, pa mu je, na primjer »Frankfurter Zeitung«, predbacio da »drsko iskorištava lakovjernost djece i idiota«. A komentatori u katoličkim listovima nisu mu oprostili što je svojedobno, »u svojim petparačkim romanima u svescima«, opisivao i neke erotične prizore. A svi su mu zamjerali što opisuje zemlje u koje nikada nije ni kročio. 
Kad je kampanja protiv njega bila na vrhuncu, May je pokušao razoružati svoje protivnike odlaskom na poprište svojih romana, dakako ne jašući na konju, nego putujući udobno kao turist brodom i željeznicom. Prvo ga je putovanje odvelo u Egipat, zatim je otišao u Palestinu, pa na Cejlon, u današnju Šri Lanku. 
Nije mu se nimalo sviđalo na tim turističkim lutanjima. Žalio se da ga grizu buhe, da ga muči proljev i da od vrućine ne može ni gledati. Ipak, njegova je fantazija ostala budna i bujna. Mayev biograf Erich Loest piše: »Baš onoga dana kad gotovo nije izlazio iz toaleta zbog strašnog proljeva, May je pisao u Njemačku kako je tobože otkrio dotad nepoznato zlatonosno polje na Cejlonu: "Morao sam jahati dvanaest sati bez prestanka da doprem do toga predjela u čijim se njedrima krije zlatna ruda, ali me taj nalaz ostavio hladnim", tvrdio je Karl May. "Nije mi bilo potrebno to zlato, jer imao sam više nego dovoljno da ne moram oskudijevati...« 
Nakon povratka s tog putovanja May se razveo od svoje supruge Emme, s kojom je dugo živio u neslozi i svađama. Oženio se ubrzo udovicom jednog svog prijatelja, tvorničara. Dotad mu je Klara Plohn vodila korespondenciju. S njom je May turističkim autobusom putovao po Sjevernoj Americi, obilazeći indijanske rezervate. Umjesto kožnog traperskog odijela što ga je ostavio kod kuće, Old Shatterhand alias Karl May, koji je u međuvremenu sasvim osijedio, bio je odjeven u pomodno gradsko odijelo tamne boje s prslukom, bijelom košuljom s uškrobljenim visokim ovratnikom i šarenom kravatom. 
Putovanje preko oceana nakratko ga je odvuklo od hrpe procesa i otvorenih neprijateljstava koje je doživljavao posljednjih godina svoga života. Doktorska titula koju je sebi dodijelio, bila mu je sudskom odlukom oduzeta. Rudolf Lebius, izdavač »Sachsenspiegela« i njegov najljući neprijatelj, objavio je spisak svih Mayevih presuda i u svom komentaru ga nazvao »urođenim zlikovcem« i »upropastiteljem mladeži«. Kad je Karl May izgubio proces u prvom stupnju, tuživši Lebiusa sudu zbog uvrede časti, jedan sudski izvjestitelj javio je u sudskim novinama: »Old Shatterhand je skalpiran!« U drugim listovima novinari su nesretnog Maya proglasili »razbojničkim poglavicom« i »strvinarom«. 
Dvije godine prije Mavjeve smrti slavni češki reporter Egon Erwin Kisch ustao je u obranu tog popularnog pisca. On je ocijenio prijašnje kazne kao nešto što je u stvari i bilo, kao mladenačke grijehe. Kisch je našao riječi opravdanja i za Mayeva izmišljena putovanja: još kao četrnaestogodišnjak i predani čitatelj Mayevih romana, Kisch, kao i njegovi drugovi, koji su također "gutali" stranice priča iz dalekih zemalja, nisu ni u jednom času pomislili da je to autor sve i doživio, držali su to samo pričom punom fantazije. 
Kako je stario, May je sve više igrao ulogu moralizatora. Rekao je Kischu za njegova posjeta vili u Radebeulu: »Ono 'Ja' kojim sam pisao, nema ničega zajedničkog s mojom ličnošću. Tim 'Ja' mislio sam na čovječnost, kojoj sam dao u zadatak da riješi sve zagonetke ljudskog postojanja i da pojača osjećaj plemenitosti u ljudima...« 
Bez ikakva osjećaja nelagodnosti što uspoređuje sebe s jednim velikanom svjetske književnosti, May je dodao: »Zar i Dante nije u 'Paklu' i 'Čistilištu' pisao u Ja-formi, a svakome je jasno da tamo nije mogao biti...« 
Ako i nije bio ni nalik Danteu, Karl May je ipak postao »Shakespeare mladih«, kako ga je nazvao njemački filozof Ernst Bloch. Uz pomoć atlasa, leksikona i rječnika, izvještaja istraživača u stručnim časopisima, skica i fotografija s tuđih putovanja, Karl May je opisivao egzotični svijet potkraj 19. stoljeća. 
May je bio čovjek doba koje se u Njemačkoj naziva »Kaiserovim« (carevim). Pisao je tako bombastično i kićeno da današnji obrazovani čitatelj prestaje čitati njegove romane nakon prvih stranica. Ponekad je bio tako pobožan da se od njegova dociranja moglo lako prijeći u san. Na oko 60.000 stranica njegovih romana i pripovijedaka nađe se i besmislica, ali se nađe i zrelih misli i zapažanja. Jedno mu se mora priznati: bio je uz Indijance, koje su bijeli osvajači uništavali, izazivao je u ljudima naklonost prema njihovoj borbi za opstanak. Ukratko, u milijunima mladih u svijetu izazivao je suosjećanje sa slabijima i progonjenima, razvijao u njima altruizam. I to u jednom svijetu koji je — ne samo u Americi prema Indijancima nego i u Europi prema nacionalnim manjinama — bio duboko ogrezao u nasilju. Karl May je prvi poveo bitku protiv rasizma i vjerske netolerancije. 
Što god mislili o literarnoj vrijednosti njegovih djela, ne možemo osporiti da su njegovi junaci Old Shatterhand, Kara Ben Nemsi, Hadži Halef Omar i ponosni Winnetou ušli u književnost. Svake se godine pojavljuju novi prijevodi njegovih djela na 25 jezika i mnogi mladi čitaoci s uzbuđenjem prate podvige njegovih junaka. Mayeva djela odavno su osvojila i film i televiziju. Više ne bi mogli poželjeti mnogi autori.
Smatralo se da je prvi prijevod nekog njegovog djela objavljen 1881. u časopisu Le Monde u Parizu. Mirko Ćurić otkrio je, a Hans Dieter Steinmetz iz Muzeja Karla Maya u Njemačkoj potvrdio kako je Nikola Tordinac objavio još 1880. prijevod novele Tree carde monte u časopisu Sriemski Hrvat.